# Aéroport international de Ras el Khaïmah
L'aéroport international de Ras Al Khaimah (code IATA : RKT • code OACI : OMRK) est un aéroport situé à 18 kilomètres de Ras el Khaïmah aux Émirats arabes unis.

## Situation
| \| 50 km1:5 270 000 \| Abou Dabi Al-Aïn Al Maktoum Dalma Dubaï Ras el Khaïmah Charjah Al Dhafra Al Minhad Sir Bani Yas Fujaïrah |
| 50 km1:5 270 000 |